# Potamonautes didieri
Potamonautes didieri é uma espécie de crustáceo da família Potamonautidae.
Pode ser encontrada nos seguintes países: República Democrática do Congo, Etiópia, Quénia e possivelmente em Uganda.
Os seus habitats naturais são: rios.